# Andreas Hakenberger
Andreas Hakenberger (* um 1574 in Kremmin Kreis Saatzig in Pommern; † 5. Juni 1627 in Danzig) war ein deutscher Komponist und Kapellmeister.

## Werdegang
Der von Rudolf Schwartz 1907 vermutete Geburtsort Köslin ist nicht durch schriftliche Quellen belegt, allerdings bezeichnet sich Andreas Hakenberger auf einem Druck von 1610 selbst als pomeranus. Über Hakenbergers Jugendjahre ist wenig bekannt. Erster Anhaltspunkt ist seine Immatrikulation zum Wintersemester 1587 an der Viadrina in Frankfurt an der Oder (Andreas Hackenbergh Cremensis 7). Hakenberger konnte die reguläre Einschreibgebühr bezahlen und beschritt mit dem Studium an der Viadrina den für die Mark Brandenburg üblichen Ausbildungsweg zum Kantor. Historiker vermuten, er habe seine musikalische Ausbildung von Johannes Wanning in Danzig erhalten. Von 1602 bis 1607 war er vermutlich Komponist, Lautenspieler und Sänger in der königlichen Hofkapelle in Krakau. 1606 war der Posten des Kapellmeisters der Danziger Marienkirche, die bald nach der Reformation lutherisch geworden war, vakant geworden. Hakenberger bewarb sich bis 1607 zweimal, doch ließ der Rat der Stadt die Stelle zunächst zwei Jahre lang unbesetzt. 1608 wurde Hakenberger berufen, obwohl es auch zwei Mitbewerber gegeben hatte; einer der beiden war der Stettiner Ratskantor Philipp Dulichius.
Hakenberger stockte das Personal der Ratskapelle bis 1614 auf die stattliche Anzahl von 14 Sängern und 11 Instrumentalisten auf. Damit hatte er die Voraussetzungen für die Aufführung seiner großbesetzten Sakralwerke geschaffen, die kurz darauf in zwei Sammlungen von 1615 und 1617 veröffentlicht wurden. Er schuf hauptsächlich Sakralwerke mit lateinischem Text, schrieb aber auch weltliche Stücke mit deutschem Text. Die meisten seiner Stücke verwenden die Mehrchörigkeit Cori spezzati (ital. für ‚getrennte Chöre‘), wie sie in der damaligen Zeit bei den sakralen Wechselgesängen in Mode war. Er gehörte zu den wichtigsten Komponisten seiner Zeit. Am Ende seines Lebens war Hakenberger in finanzielle Schwierigkeiten geraten. Er starb am 5. Juni 1627 in Danzig; sein Leichnam wurde in der Danziger St.-Nikolaus-Kirche beigesetzt.

## Urteile über seine Musikstücke
- „Die Kompositionen Hakenbergers bewegen sich in der Richtung glänzender Repräsentation unter Verwendung größter Mittel und mit einer neuen Klangfülle und mit sinnlichem Reiz. Mit ihm dringt der Wohllaut venezianischen Stils auf Danziger Boden, ein Stil der sich deutlich an Jacob Handl schulte.“
- „Seine fünf- bis achtstimmigen Neuen deutschen Gesänge, die 1610 erschienen, sind ein wichtiger Beitrag zum madrigalischen weltlichen Lied.“
- „In der Harmonia sacra (1617), einem seiner bedeutendsten Werke, verwendet Hakenberger erstmals den Generalbass; in den beiden Tricinien-Sammlungen verzichtet er jedoch auf diese Neuerung. Den Schritt zum Kleinen geistlichen Konzert hat Hakenberger also noch nicht getan.“

## Werke
- In die magna (Motette für fünfstimmigen Chor), veröffentlicht in einer Sammlung von Wincenty Lilius, Krakau 1604.
- Neue deutsche Gesänge (Madrigale für fünfstimmigen und eins für achtstimmigen Chor, nach Art der welschen Madrigalen komponiert), Danzig 1610.
- Odaria Suavissima (lateinische Hymnen auf Jesus für drei Stimmen), Danzig 1612 (1628 nach seinem Tod veröffentlicht, verschollenes Werk).
- Sacri modulorum contentus, de festa solennibus totius anni et de tempore (41 Musikstücke, Bischof Wawrzyniec Gembicki gewidmet), veröffentlicht in Stettin 1615.
- Harmonia sacra in qua motectae (21 achtstimmige Motetten, dem König Sigismund III. Wasa gewidmet), 1617.